# T. J. Cunningham
Anthony Cunnigham Jr. (Aurora, Colorado, 1972. október 24. – Parker, Colorado, 2019. február 18.) amerikai amerikaifutball-játékos.

## Pályafutása
1996-ban a hatodik körben draftolta a Seattle Seahawks. A védekező játékos kilenc mérkőzést játszott az NFL-ben, majd térdsérülése miatt véget ért a pályafutása.
2019. február 18-án gyilkosság áldozata lett. Halálakor az aurorai Hinkley gimnázium igazgatóhelyetteseként dolgozott.